# Can Merey
Can Merey (* 1972) in Frankfurt am Main ist ein deutscher Journalist.

## Werdegang
Merey wurde als Sohn eines türkischen Vaters und einer deutschen Mutter geboren und studierte in Aachen Sozialarbeit. Danach arbeitete er als freier Journalist in Istanbul, ehe er 1999 ein Volontariat bei der Deutschen Presse-Agentur (dpa) begann. Er arbeitete als Redakteur in der Politikredaktion in Berlin und ging 2003 nach Neu-Delhi, wo er die Leitung des Südasienbüros der dpa übernahm. Insbesondere berichtete er über den Konflikt in Afghanistan.
Im Jahr 2013 wechselte er nach Istanbul, wo er dpa-Büroleiter für den Nahen Osten mit Schwerpunkt Türkei-Berichterstattung wurde. Besondere Aufmerksamkeit erzielte er in dieser Zeit mit einem schriftlich geführten Interview mit dem Journalisten Deniz Yücel, der zu dieser Zeit in der Türkei in Haft saß.
Zum 1. Juli 2018 übernahm Merey die Leitung des dpa-Büros in Washington.
Sein im April 2018 veröffentlichtes Buch Der ewige Gast wurde von Kritikern positiv aufgenommen. „Die Schonungslosigkeit, mit der Vater und Sohn ihren Konflikt, ihre Entfremdung schildern, erstaunt, ihre Offenheit macht den Zwei-Generationen-Bericht lesenswert“, urteilte Christiane Schlötzer in der Süddeutschen Zeitung. Und Jürgen Gottschlich meinte in der taz: „Can Merey hat auf der einen Seite einen sehr persönlichen Bericht über seine Familie, seinen Vater und sich selbst geschrieben. Gleichzeitig liefert er aber auch eine sehr genaue Analyse der deutsch-türkischen Beziehungen der letzten Jahre, einen Erfahrungsbericht über seine eigene Jugend in Deutschland und beschreibt seine Auseinandersetzung mit der neuen deutschen Rechten.“
Seit Oktober 2022 arbeitet er für das RedaktionsNetzwerk Deutschland als Auslands-Krisenreporter und Leiter Investigativ.

## Veröffentlichungen
- Can Merey: Die afghanische Misere – Warum der Westen am Hindukusch zu scheitern droht. Wiley-VCH, Weinheim 2008, ISBN 978-3-527-50408-4.
- Can Merey: Der ewige Gast – Wie mein türkischer Vater versuchte, Deutscher zu werden. Karl Blessing Verlag, München 2018, ISBN 978-3-896-67605-4.